# Okres Knittelfeld

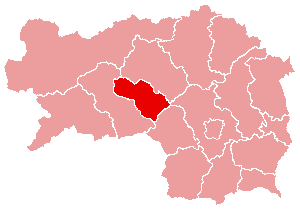
Poloha okresu ve Štýrsku

Knittelfeld byl okres v rakouské spolkové zemi Štýrsko. Měl rozlohu 578,02 km² a žilo tam 29 661 obyvatel (2001). Sídlem okresu bylo město Knittelfeld. Sousedil s okresy Judenburg, Leoben, Štýrský Hradec-okolí a Voitsberg.
K 1. lednu 2012 byl spojen s okresem Judenburg a vznikl nový okres Murtal.